# Кладбище

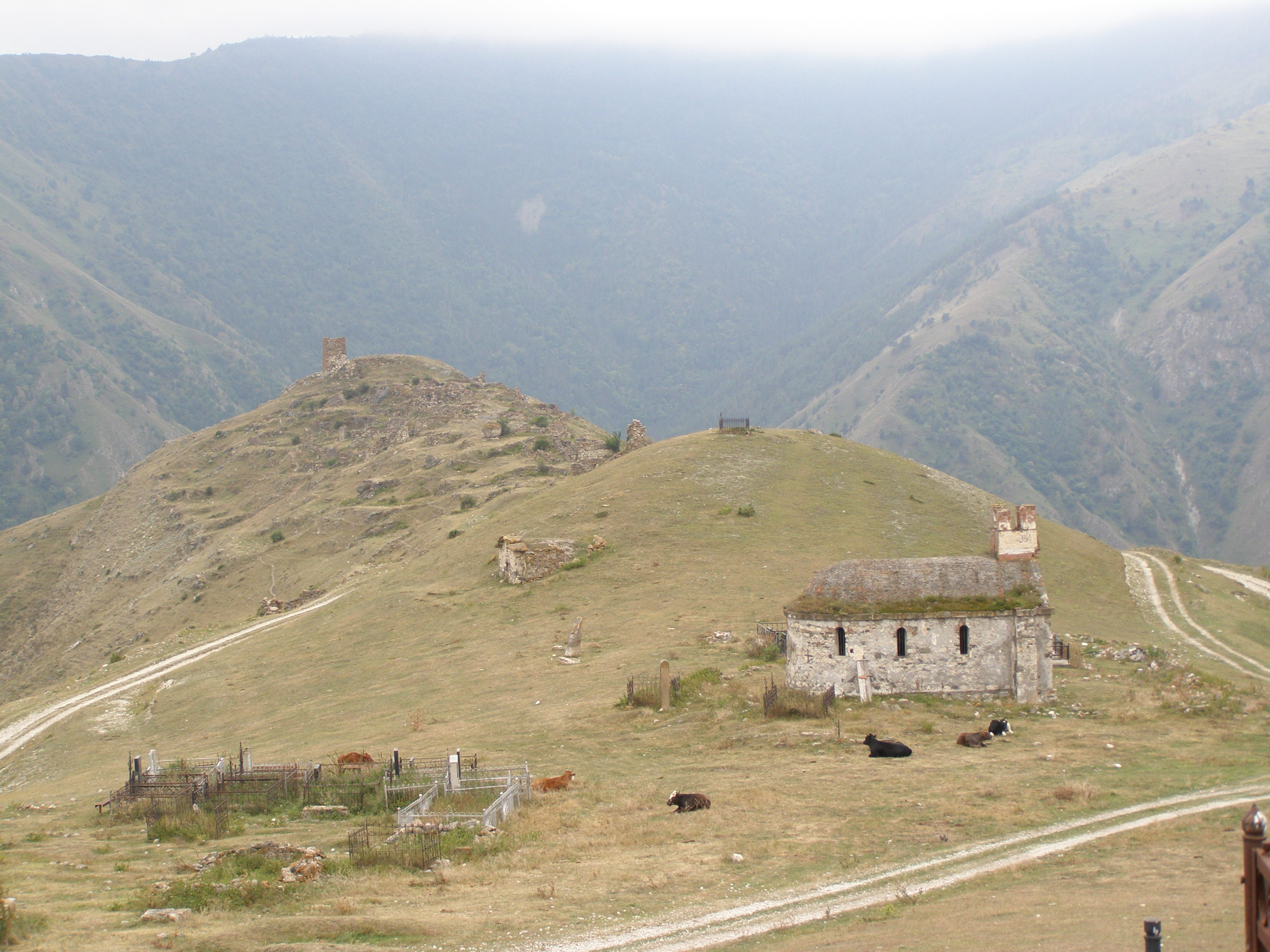
Кладбище при церкви в высокогорном селе Верхний Мизур, Северная Осетия

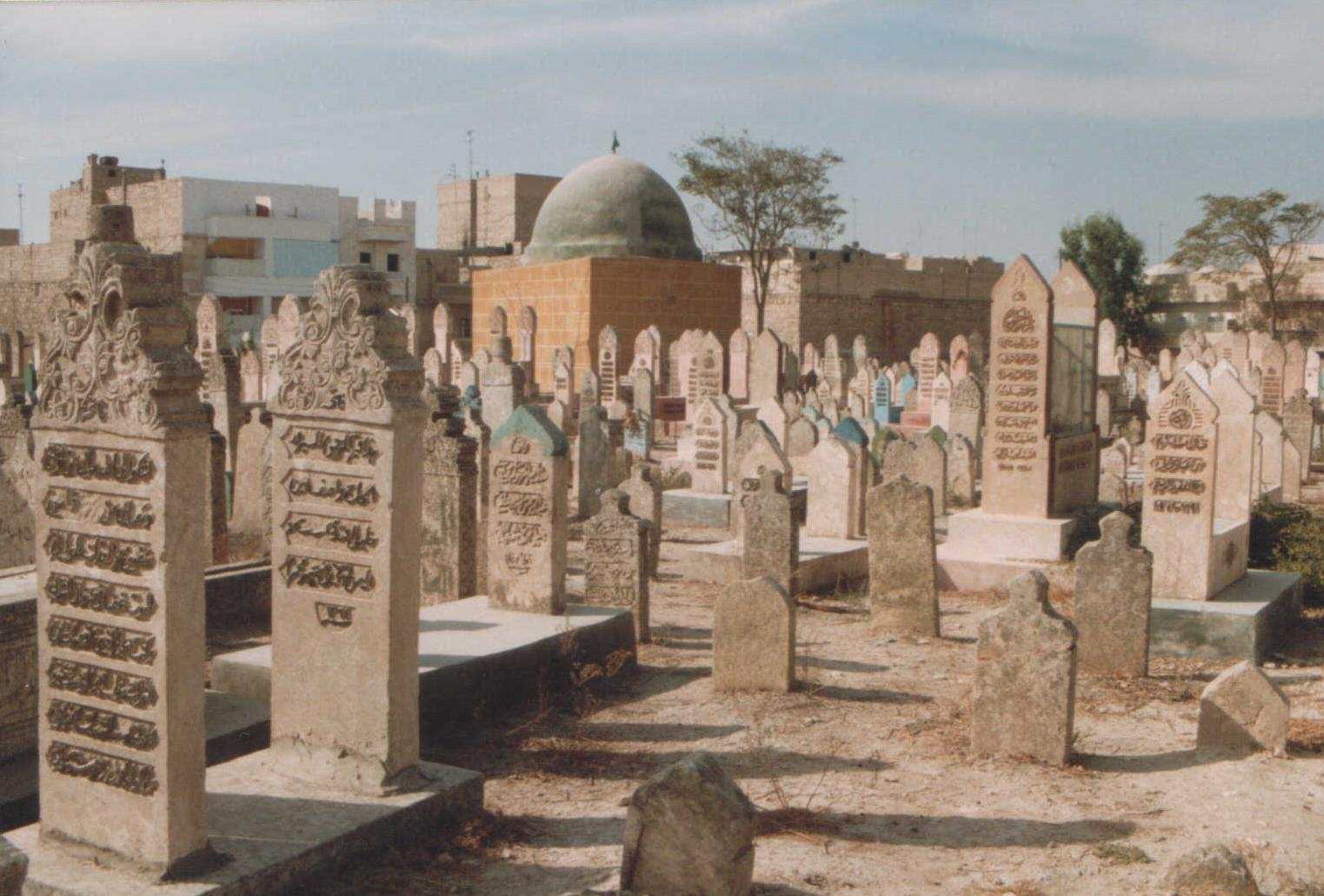
Мусульманское кладбище в Алеппо (Сирия)

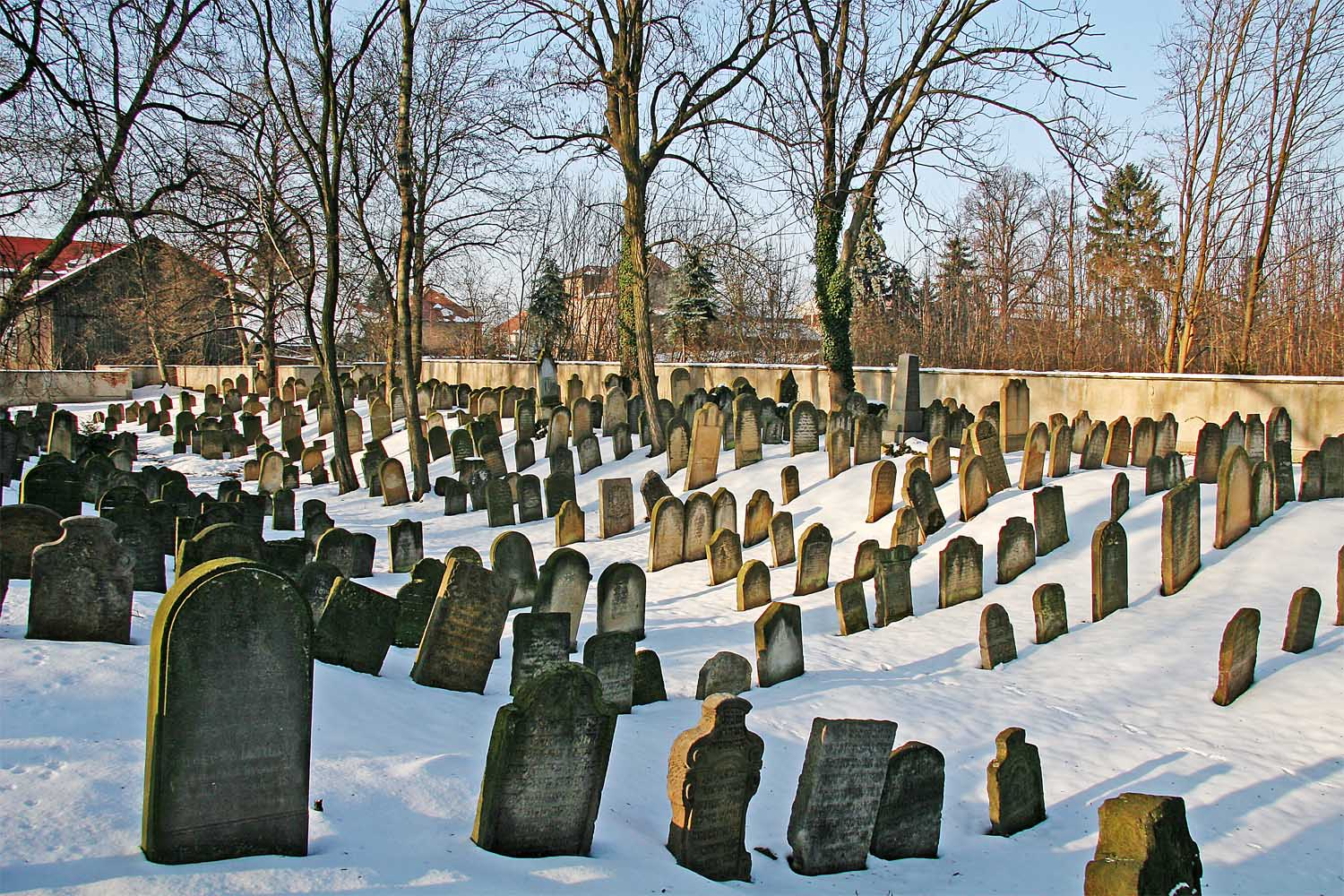
Чехия. Еврейское кладбище в Новы-Быджов

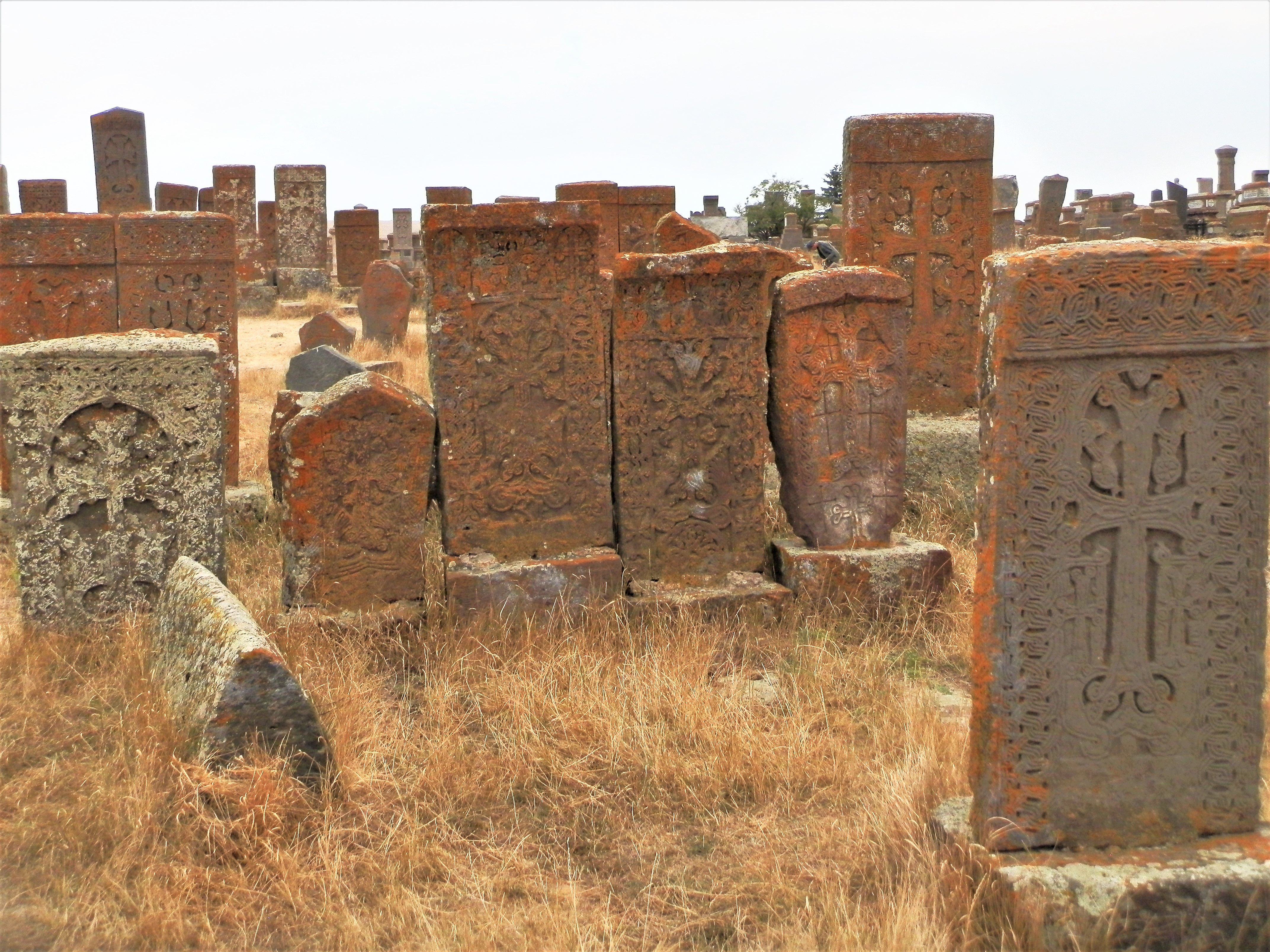
Средневековое армянское кладбище в Норатусе

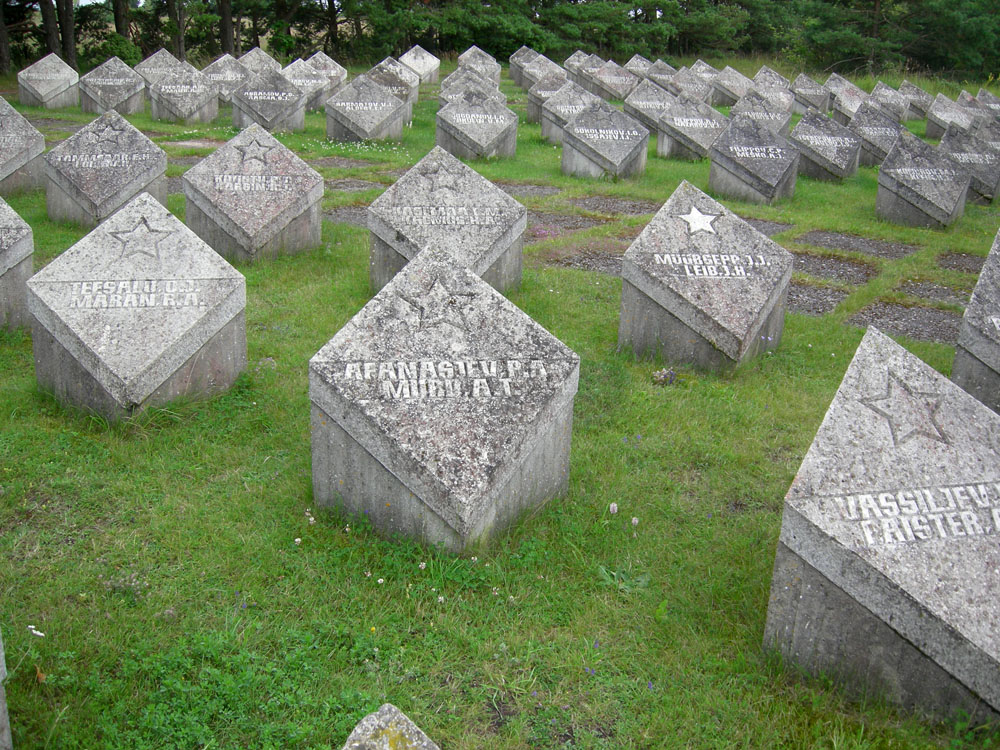
Мемориал советских солдат на острове Сааремаа (Эстония)

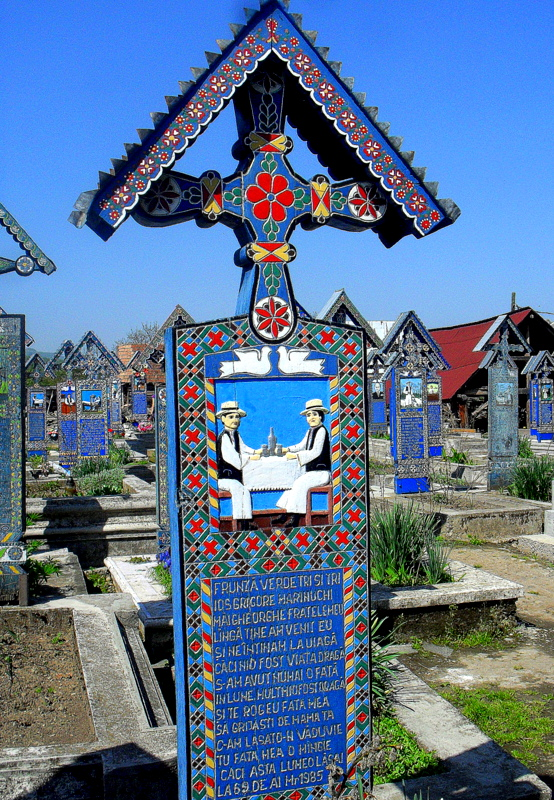
Румыния, Сэпынца, «Весёлое кладбище»

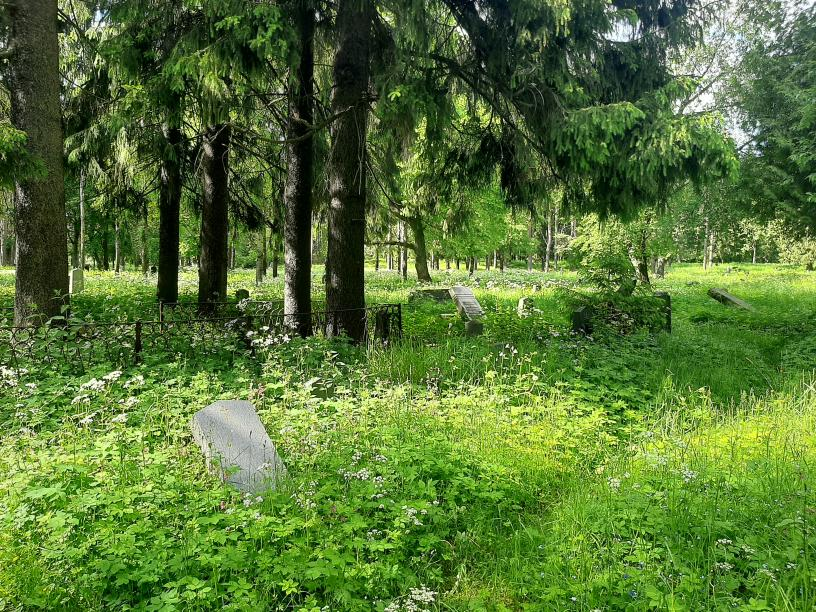
Финское кладбище в городе Сортавала, Карелия

Кла́дбище — территория, специально предназначенная для погребения умерших или их праха после кремации. Погребение в земле — древний и наиболее распространённый сегодня способ захоронения.
Из современных кладбищ наибольшим богатством украшений и памятников отличаются, например, Монументальное кладбище «Чимитеро монументале» в Милане и парижское кладбище Пер-Лашез.

## История
Основные причины появления кладбищ:
- эпидемии;
- строительство городов и появление других многолюдных селений;
- появление законов захоронения.

### Кладбища у кельтов и немцев
В древности кладбища существовали лишь в виде исключения. Так, кельты и германцы, предавая земле урны с пеплом своих покойников, располагали их рядами на каком-нибудь общем поле — обычай, который раньше ошибочно приписывали одним лишь славянам.

### Кладбища в Египте
В Древнем Египте встречаются обширные некрополи близ Мемфиса и Фив.

### Кладбища в Римской империи
В Риме уже в глубокой древности действовал закон, по которому никто, кроме весталок, не мог быть похоронен внутри городских стен. Закон этот был повторён двенадцатью таблицами, неоднократно затем подтверждался, но тем не менее строго не соблюдался. В императорскую эпоху погребение внутри города, обыкновенно на Марсовом поле, рассматривалось как высокая почесть, воздававшаяся по особому постановлению сената. Общее кладбище, называвшееся на латыни puticuli, было устроено в Риме на Эсквилинском холме для рабов, преступников и т. п. Общие места погребения существовали также для тех из свободнорождённых лиц низших классов, которые состояли членами похоронных коллегий.

### Христианские кладбища
У христиан умершие погребались в катакомбах, затем в церквях; позже в церквях стали хоронить лишь особо выдающихся лиц, обыкновенным же местом погребения служил церковный двор (atrium). До XIV столетия церковные дворы служили почти единственным местом для кладбищ, но с увеличением городского населения их стало недостаточно, вследствие чего стали устраивать кладбища на окраинах городов. В XVII и, особенно, в XVIII столетиях правительства, исходя из соображений санитарного свойства, стали запрещать погребение умерших при церквях, а в XIX столетии установился принцип, не допускающий устройства кладбищ внутри городов и даже селений.
В Англии законодательство о кладбищах было выработано особой комиссией 1843 года, учреждённой вследствие того, что плохому устройству кладбищ приписывали обострение холерной эпидемии; по предложению комиссии, установлены особые инспектора, наблюдающие за кладбищами.

### Кладбища на Руси
После крещения Руси покойников стали хоронить на кладбищах головой на запад. В одном духовном сочинении XIV века об этом говорится так: «Всякий должен быть погребён так, чтобы голова его была обращена к западу, а ноги направлены к востоку. Он при этом как бы самим своим положением молится и выражает, что он готов спешить от запада к востоку, от заката к восходу, от этого мира в вечность».

### Кладбища в Европе
Европейские законодательства проводят тот основной принцип, что умершие погребаются лишь на особо отведённых для того кладбищах; погребение при церквях (в Царстве Польском — внутри костёлов) допускается лишь в виде исключения, которое в России установлено для некоторых старинных монастырей, находящихся в черте города. В странах, где действует кодекс Наполеона, землевладелец может быть предан земле в пределах своего имения. Сами кладбища должны быть устроены на известном расстоянии от последнего жилья. В Италии расстояние это определено в 100 м, в Саксонии — в 136 м, в Австрии и Франции — в 200 м; Брюссельский гигиенический конгресс 1852 г. указывал на 400 м как на минимум такого расстояния; по русскому законодательству, кладбища должны быть устроены в городах на расстоянии не менее 100 саженей (то есть более 200 м) от последнего жилья, а в селениях — на расстояние полуверсты. Почти во всех странах носят исповедный характер (то есть кладбище доступно лишь для лиц известного исповедания) и состоят в заведовании духовных властей; лишь в некоторых землях Германии (Вюртемберг, Баден, Гессен) и странах (Франция) кладбищем заведует городское общественное управление. В отношении внешнего благоустройства и украшения, кладбища, за небольшими исключениями (см. Кампо-Санто), ещё в XVIII в. находились в полном пренебрежении. Первыми стали заботиться о красоте кладбищ гернгутеры.

## Правила захоронений
Христианский обряд предписывает располагать гроб в могиле так, чтобы тело располагалось горизонтально, голова умершего человека была обращена на запад, а ноги — на восток. Над могильным холмиком устанавливается крест, который должен находиться над ногами усопшего. У католиков и протестантов крест ставится над головой усопшего, чтобы, по верованию, после воскрешения он поцеловал крест.
По православному обряду, самоубийц нельзя хоронить на кладбище, поэтому их хоронили за оградой. По законодательству России, однако, нельзя хоронить на территории, где не соблюдаются санитарные нормы.
У мусульман умершего хоронят завёрнутым в саван, без гроба, причём лицо покойного должно быть обращено в сторону главного святилища ислама в Мекке.

## Кладбища на законодательной основе

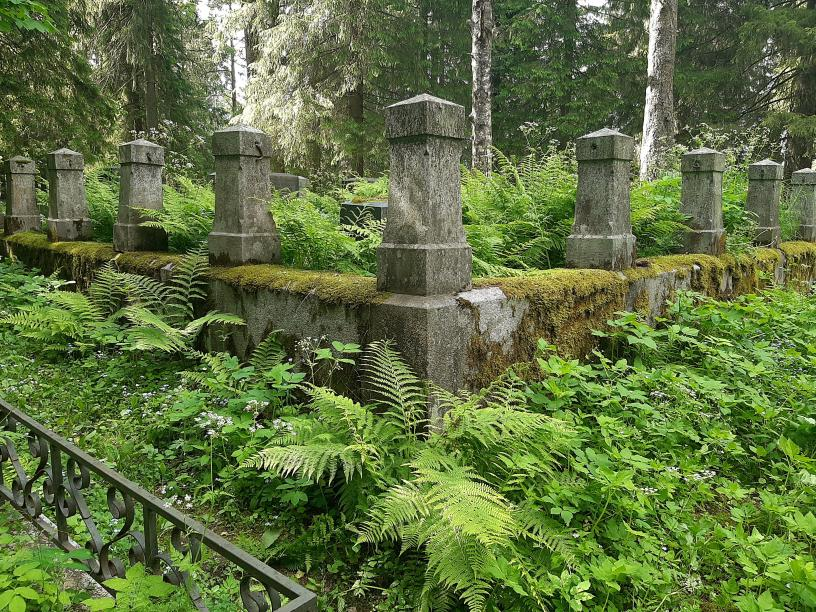
Захоронение, покрытое травой

Русское законодательство о кладбищах появилось, главным образом, со времени Екатерины II и изложено в Уставе врачебном (Свод Законов, т. XIII, изд. 1892 г, ст. 693—721) по отношению к Петербургу, окружённому со всех сторон 20-ю кладбищами, которые расположены на одном уровне с городом.
Особая комиссия, учреждённая в 1868 г., пришла к заключению о необходимости устроить новые кладбища по линиям железных дорог, не ближе 10-й версты. В 1871 году «Высочайше повелено» было устроить для Петербурга новые кладбища на значительном расстоянии от города, по линии Николаевской железной дороги (Преображенское) и Финляндской (Успенское), а обер-прокурору Святого синода поручено, по соглашению с медицинским советом, принять меры к лучшему содержанию старых кладбищ и устранению наполнения могил водой.

В последние годы законодательство наше отступило от мысли о безусловной необходимости значительного удаления кладбищ от жилищ: законом 27 ноября 1889 года постановлено, что устройство городских кладбищ на расстоянии менее 100 саженей от последнего городского жилья, а сельских кладбищ — ближе полуверсты от селения, в случае необходимости, удостоверенной губернатором по соглашению с епархиальным начальством, может быть разрешаемо министром внутренних дел, по рассмотрении вопроса медицинским советом. Мера эта не распространяется на Санкт-Петербург и на губернии Царства Польского. Закон даёт и указание относительно устройства могил, возлагая надзор за этим на кладбищенских священников: трупы должны быть закапываемы на глубине не менее 2½ аршин; могилы должны быть засыпаемы землёй вровень с поверхностью, а в Санкт-Петербурге над могилами должна быть сделана ещё крепко убитая насыпь земли или песка не менее 1/2 аршина высоты.

### Российское законодательство (ст. 701 и 717 уст. врач.)

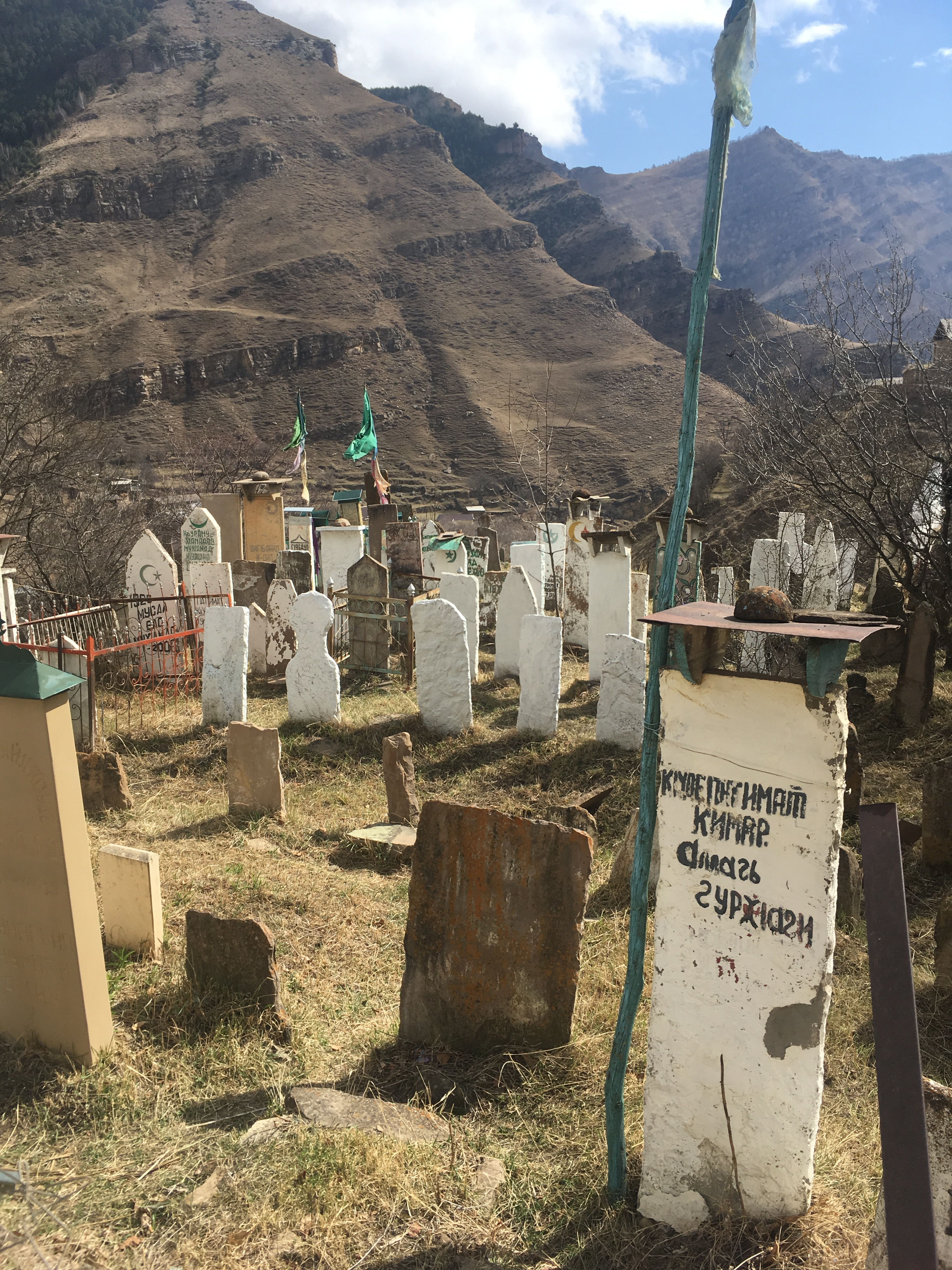
Кладбище аула Ассаб (Шамильского района Дагестана)

- Запрет на использование опустевших кладбищ под пашню;
- запрет на строения на кладбищах;
- запрет на перенесение, без особого дозволения, с закрытого кладбища гробов и мёртвых тел;
- кладбища не могут состоять в частной собственности, но те из них, которые устраиваются на общественной земле, не перестают быть собственностью общества, городского или сельского, хотя в административном отношении и подлежат ведению духовного начальства;
- общество не может претендовать на хозяйственную эксплуатацию опустевшего кладбища, но, с другой стороны, и духовное начальство может пользоваться кладбищем лишь согласно его назначению.

Лицо, откупившее место на кладбище, не приобретает его на правах собственности, а получает лишь исключительное право пользоваться этим местом для погребения.

### Современное законодательство
Новое законодательство о кладбищах начало формироваться сразу же после Октябрьской революции 1917 года — 7 декабря 1918 года был принят Декрет СНК «О кладбищах и похоронах», после которого православная церковь и иные конфессии были отстранены от похоронного дела.
В 1920-х годах появились первые «Санитарные нормы и правила устройства и содержания кладбищ», принятые советскими властями. Согласно этим нормам, кладбища не могли находиться рядом с общественными зданиями, каковыми, например, являлись храмы.
Следуя этим нормам и инструкциям, были уничтожены большинство кладбищ, находящихся на территории бывших монастырей или около православных храмов.
В Российской Федерации организация похоронного дела — самостоятельный, не подлежащий лицензированию вид деятельности, разновидность бытовых услуг, регламентируемая Федеральным законом от 12 января 1996 года № 8-ФЗ «О погребении и похоронном деле» и СанПиНом 2.1.2882-11 «Гигиенические требования к размещению, устройству и содержанию кладбищ, зданий и сооружений похоронного назначения». Похоронное дело осуществляется федеральными и местными органами исполнительной власти, органами местного самоуправления. В системе этих органов создаются специализированные службы (бюро, комбинаты) по вопросам похоронного дела, осуществляющие погребение умершего и оказание других услуг в связи с погребением.
Законом о погребении и похоронном деле регламентированы санитарные и экологические требования к размещению и содержанию кладбищ. Важное значение имеют свойства грунтов: не менее чем на глубину 2 метра, они должны быть сухими, лёгкими, воздухопроницаемыми. Запрещено устройство кладбищ на территориях с уровнем стояния грунтовых вод выше двух метров от поверхности земли, а также на затапливаемых, заболоченных территориях, на землях, подверженных оползням и обвалам.

### Белоруссия
В Республике Беларусь гарантии осуществления погребения умершего реализуются путём организации похоронного дела как самостоятельного вида деятельности. Она регламентируется законом «О погребении и похоронном деле» (8 января 2015 года принята новая редакция), «Правилами содержания мест погребения», а также санитарными нормами, правилами и гигиеническими нормативами «Гигиенические требования к размещению, устройству и содержанию мест погребения». Организация похоронного дела осуществляется специализированными организациями, создаваемыми местными исполнительными и распорядительными органами и регистрируются в порядке, установленном законодательством Республики Беларусь. Специализированные организации обеспечивают функционирование мест погребения, предоставление земельного участка на территории кладбища для погребения умершего, погребение с оказанием гарантированных услуг по погребению, перезахоронение, уход за могилами и иную деятельность на местах погребения, изготовление, продажу и доставку ритуально-похоронных изделий, ведут учёт захоронений и осуществляют контроль за погребением. Порядок деятельности специализированных организаций определяется местными исполнительными и распорядительными органами.

## Минерализация
Минерализация — процесс разложения трупа на отдельные химические элементы и простые химические соединения. По окончании процесса минерализации от трупа остаётся только скелет, который распадается на отдельные кости и в таком виде может существовать в грунте сотни и тысячи лет.

## Фрагменты некоторых кладбищ

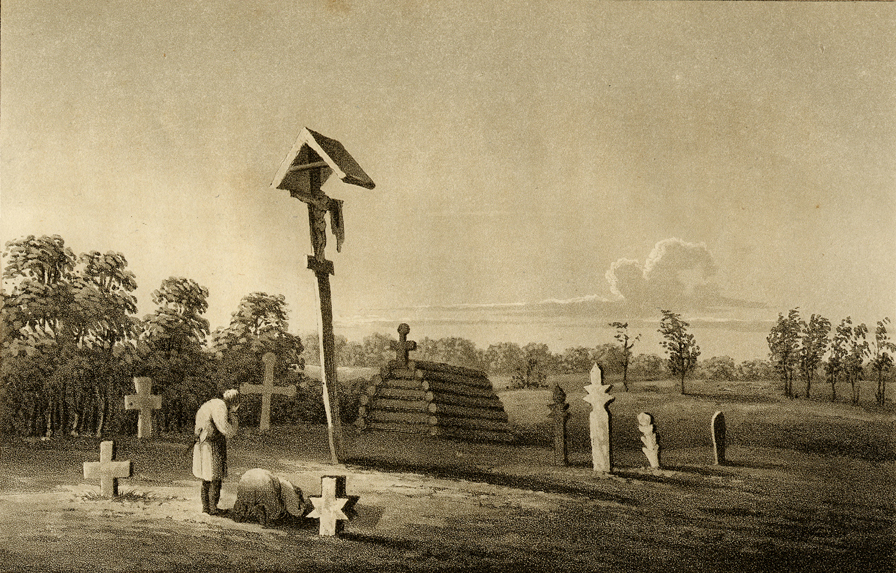
Русское кладбище. 1814
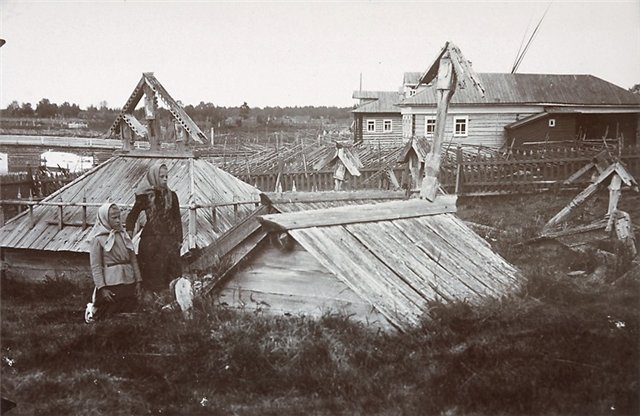
Кладбище с домовинами. Начало XX века, Поморье.
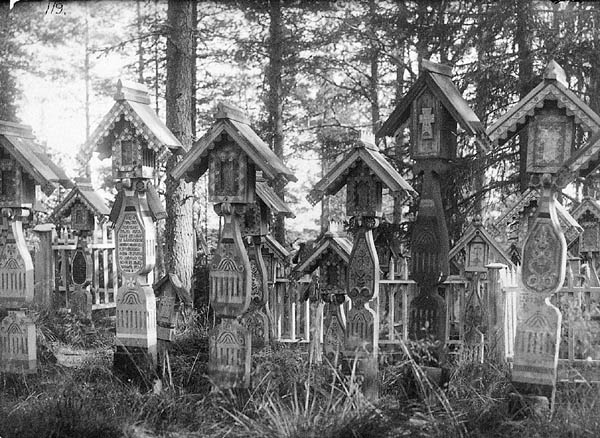
Старообрядческое кладбище. Кемь. 1899
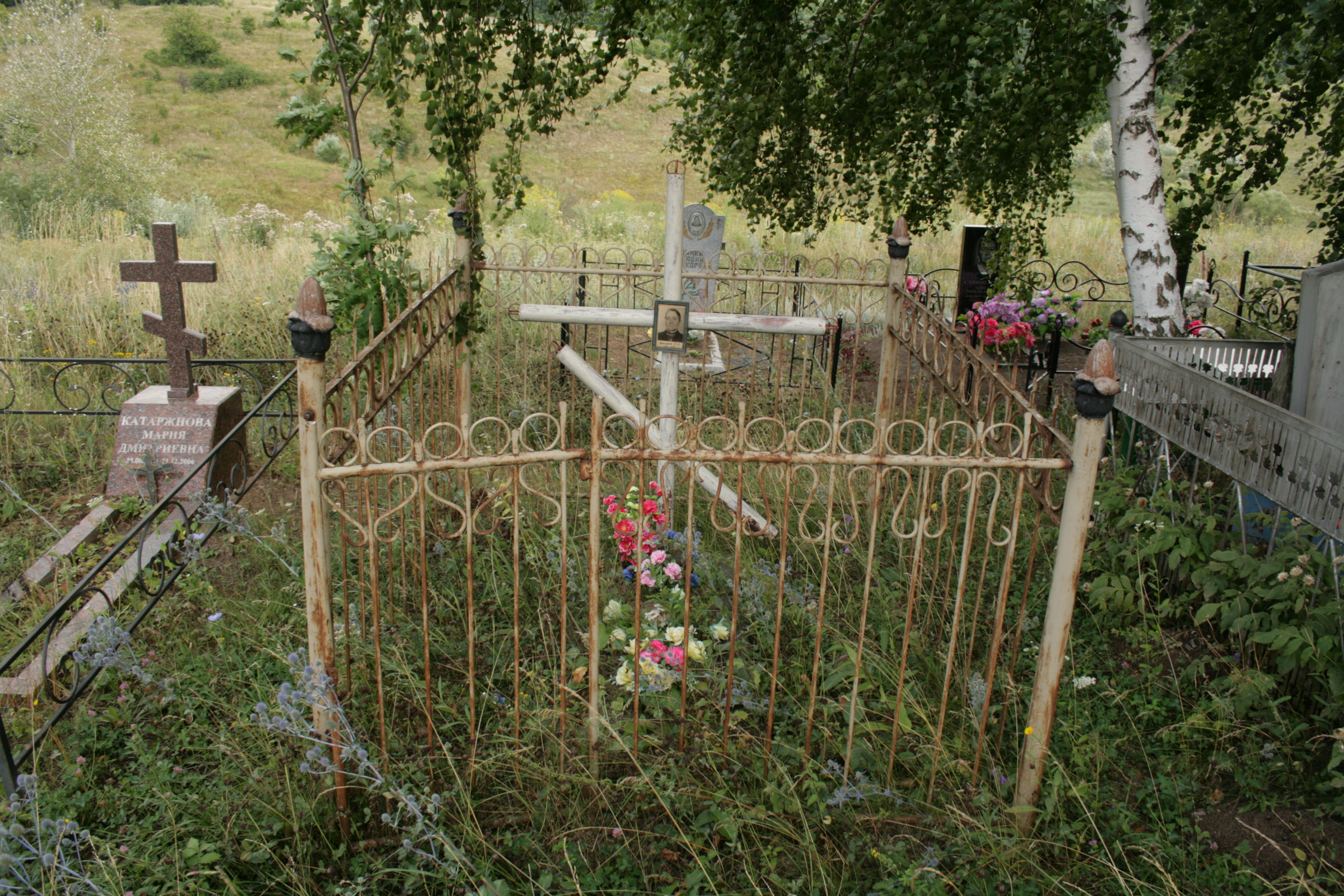
Сельское кладбище в России. 2013 год
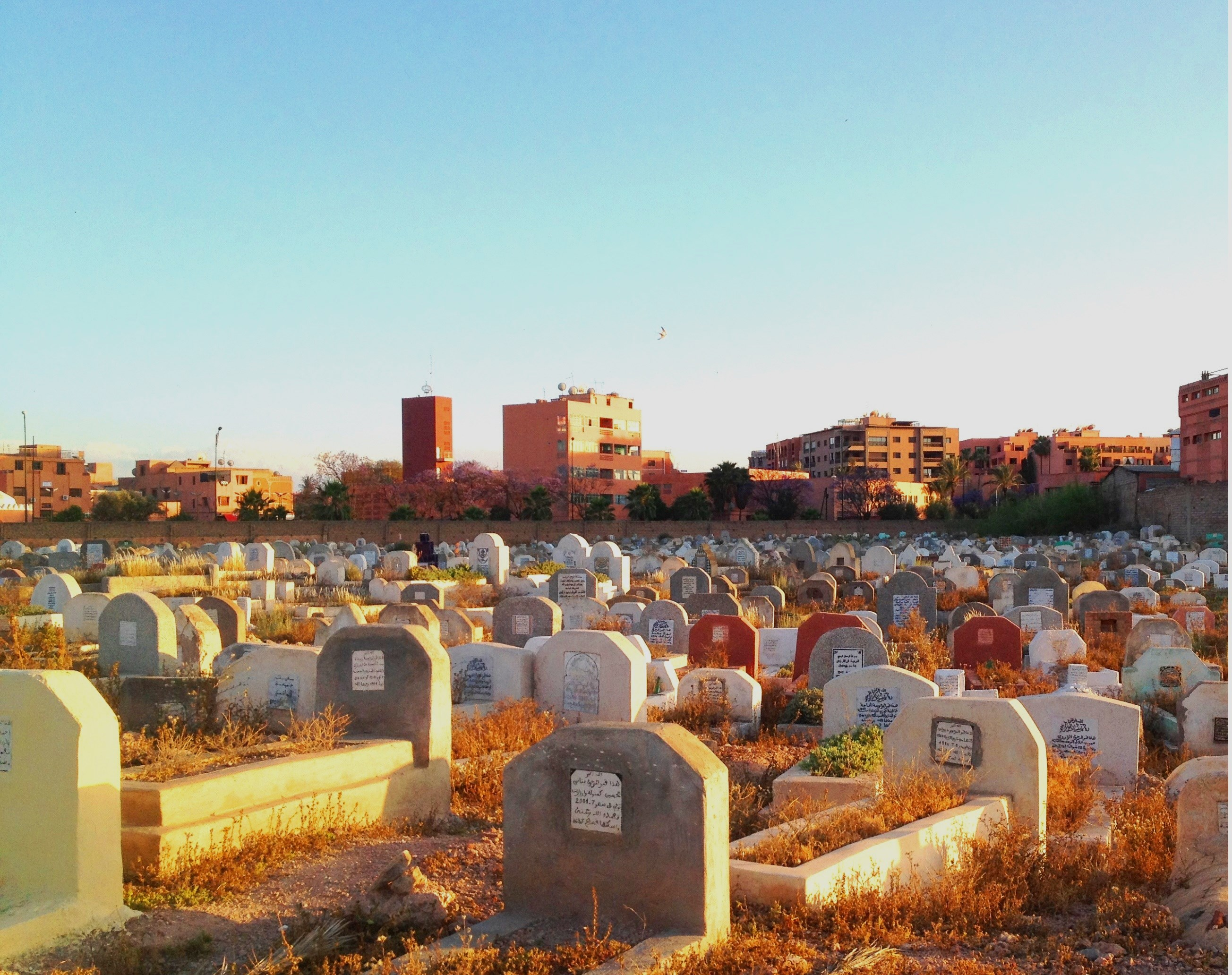
Мусульманское кладбище на закате в Марракеш, Марокко. 2013 год
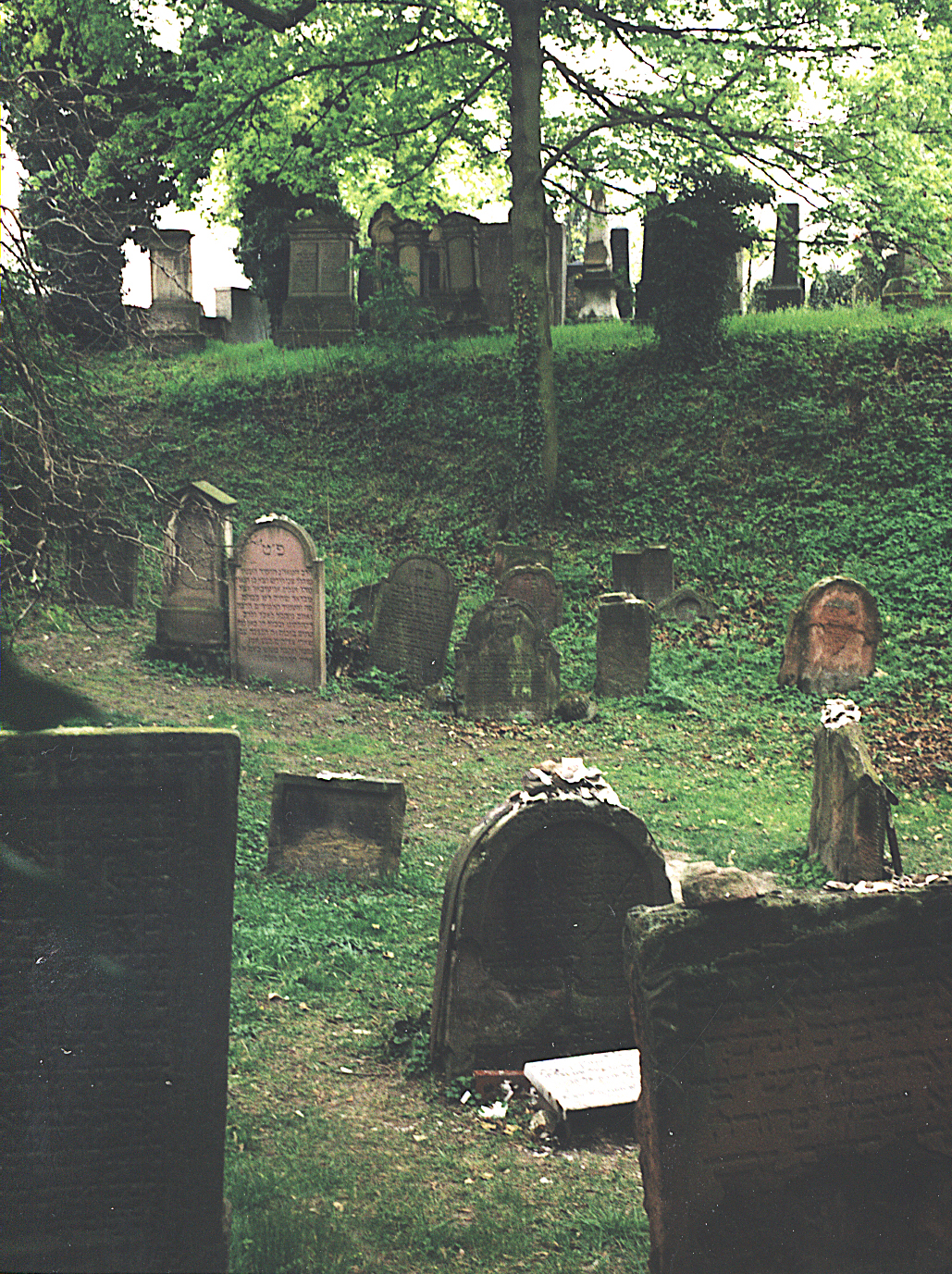
Одно из старейших еврейских кладбищ Европы. Вормс, XII век
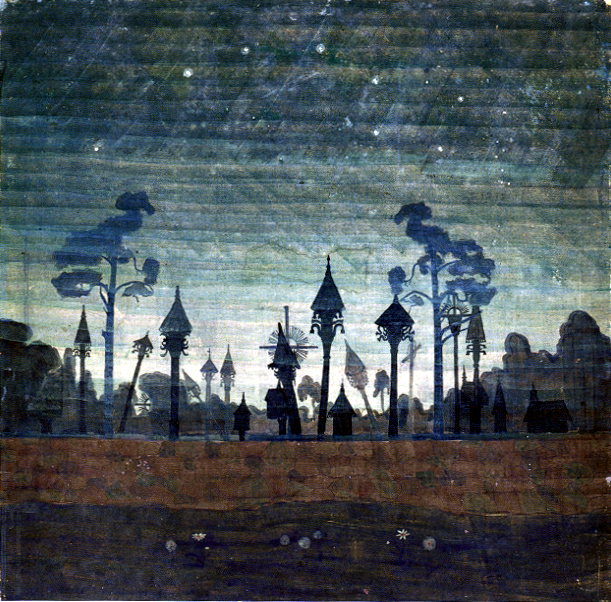
Литовские кладбища. Чюрлёнис (1909)
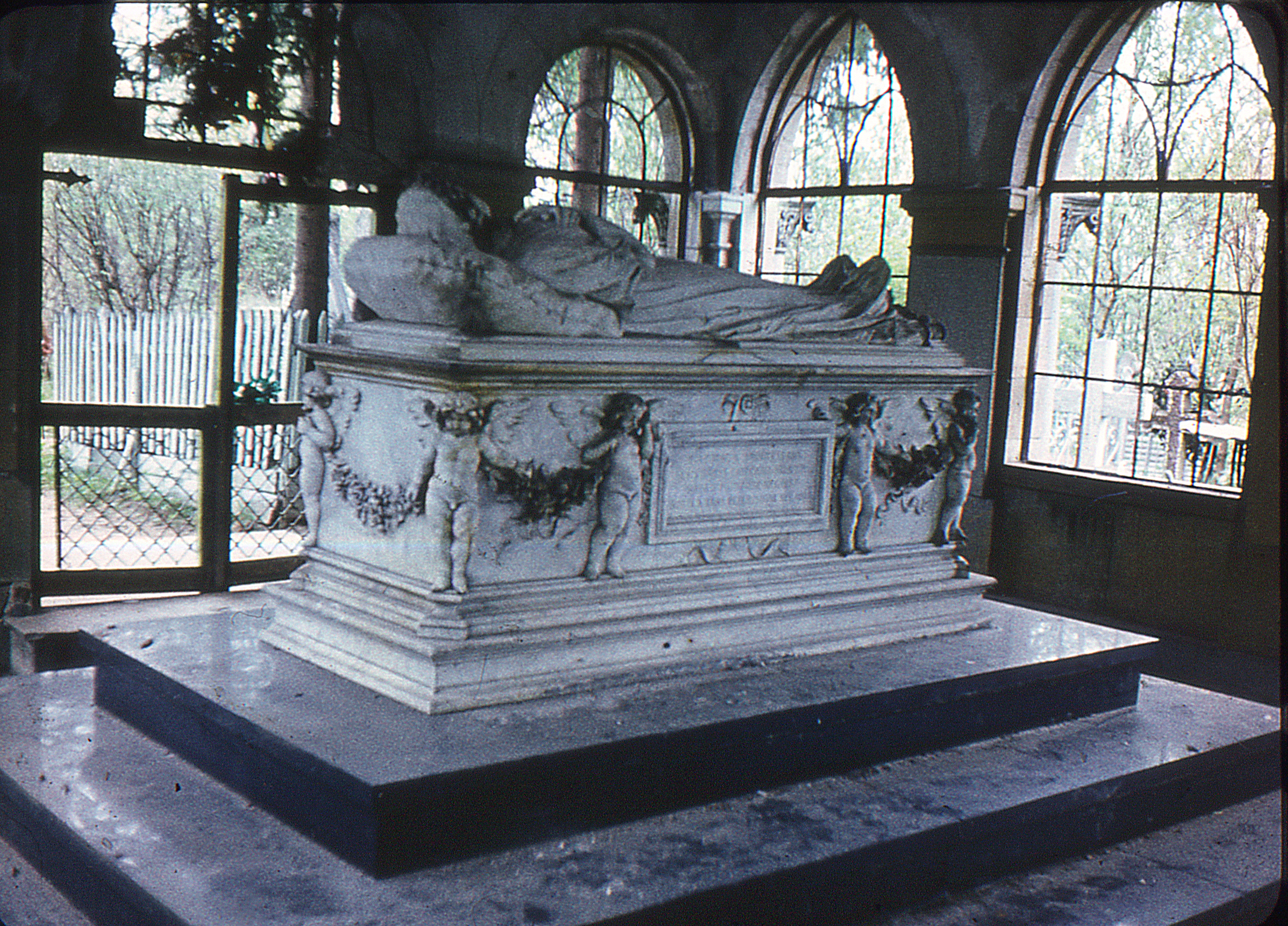
Кладбищенский склеп. Павловск
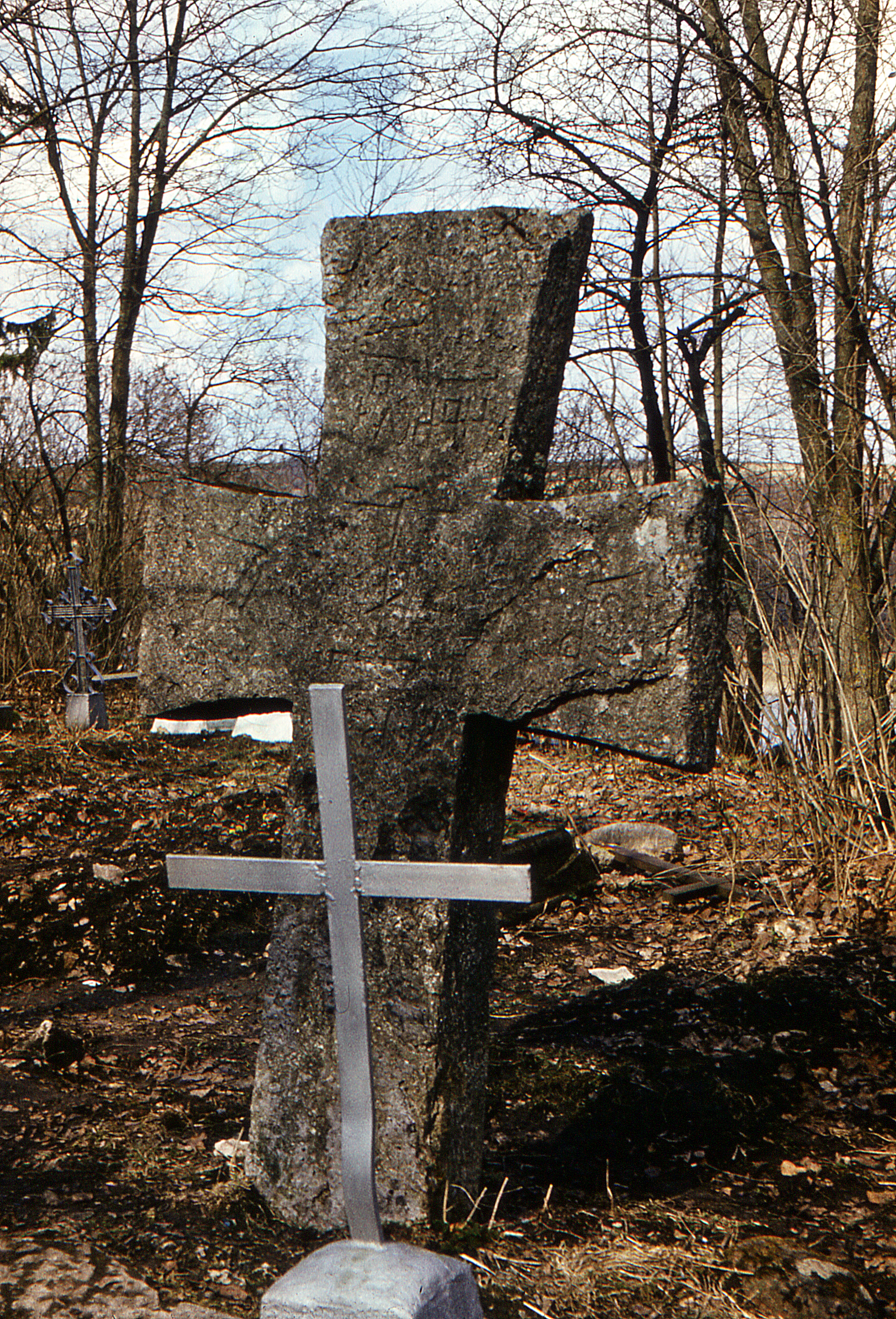
Труворов крест. Изборск
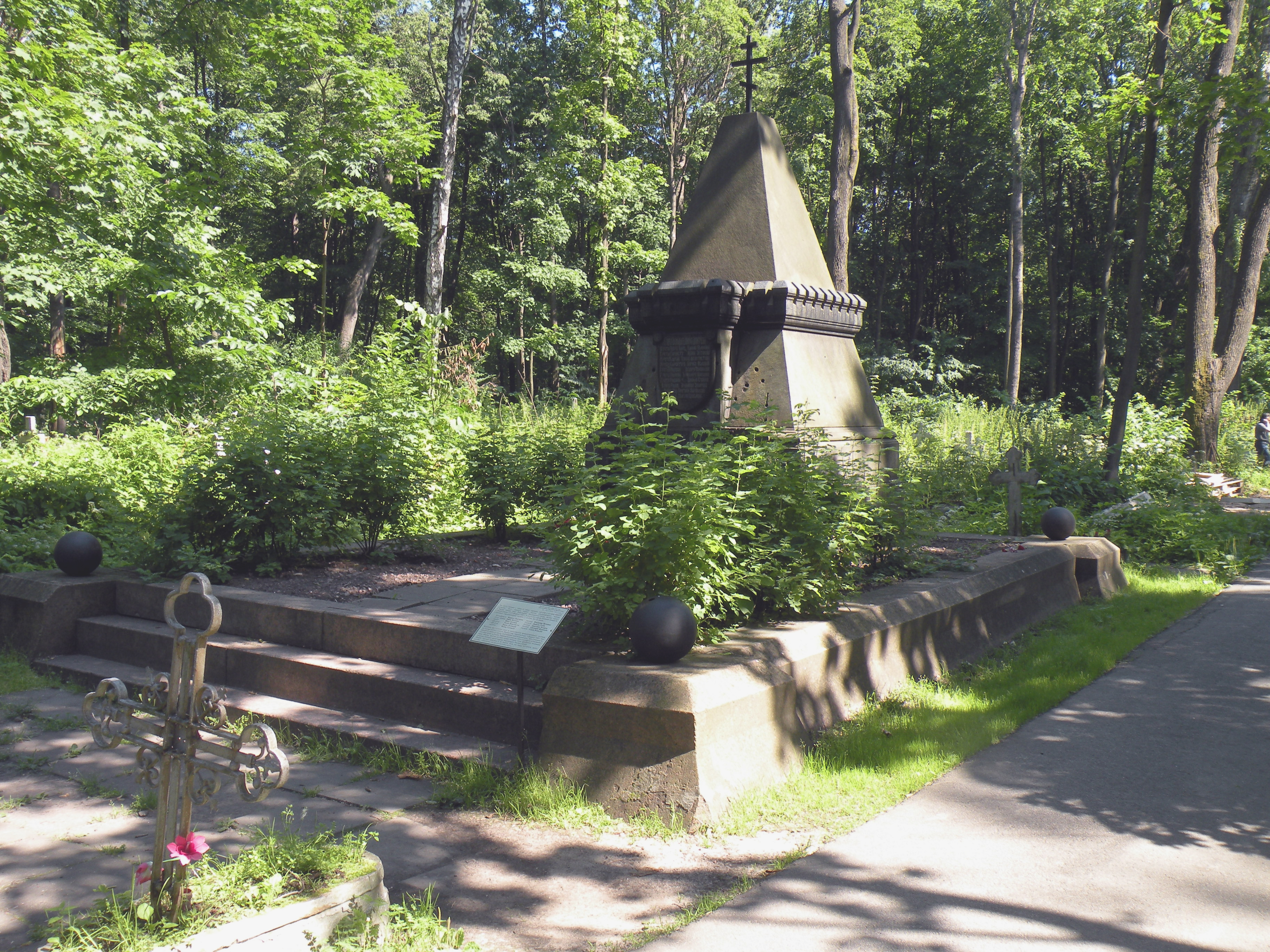
Памятник жертвам теракта народовольцев. Смоленское кладбище. СПб
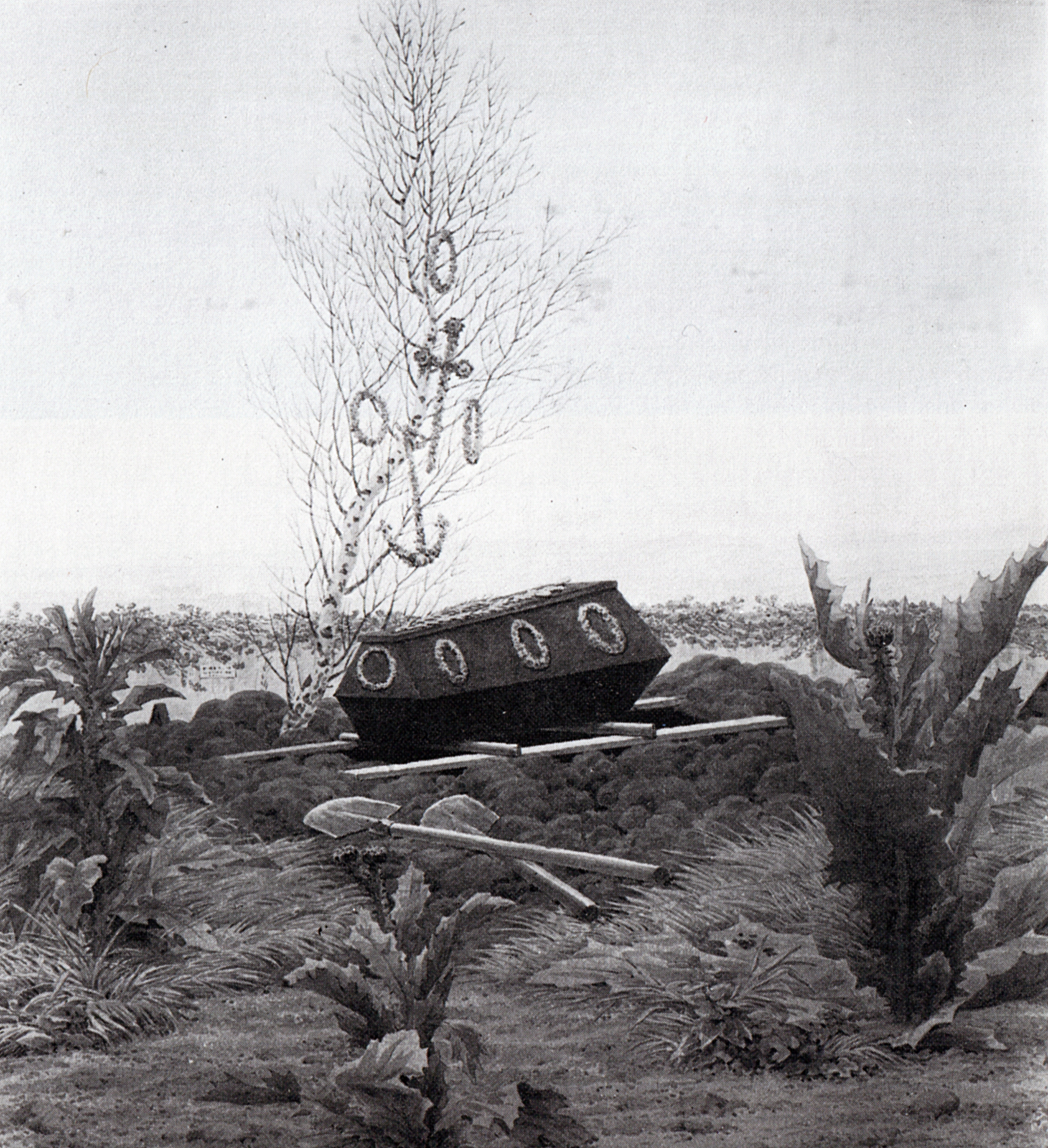
Гроб на кладбище. Рисунок  Каспара Давида Фридриха (1836)
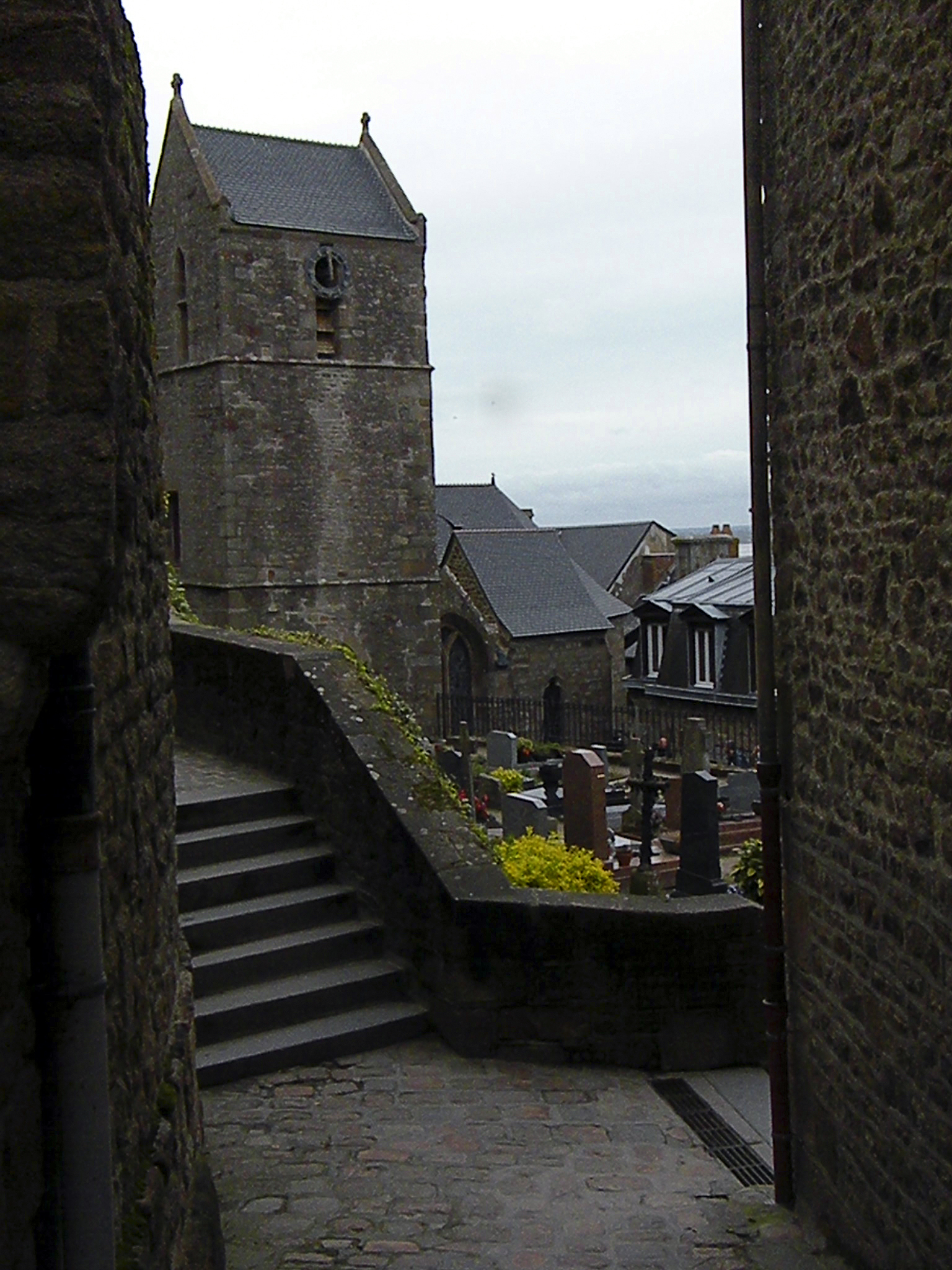
Кладбище и церковь. Мон-Сен-Мишель
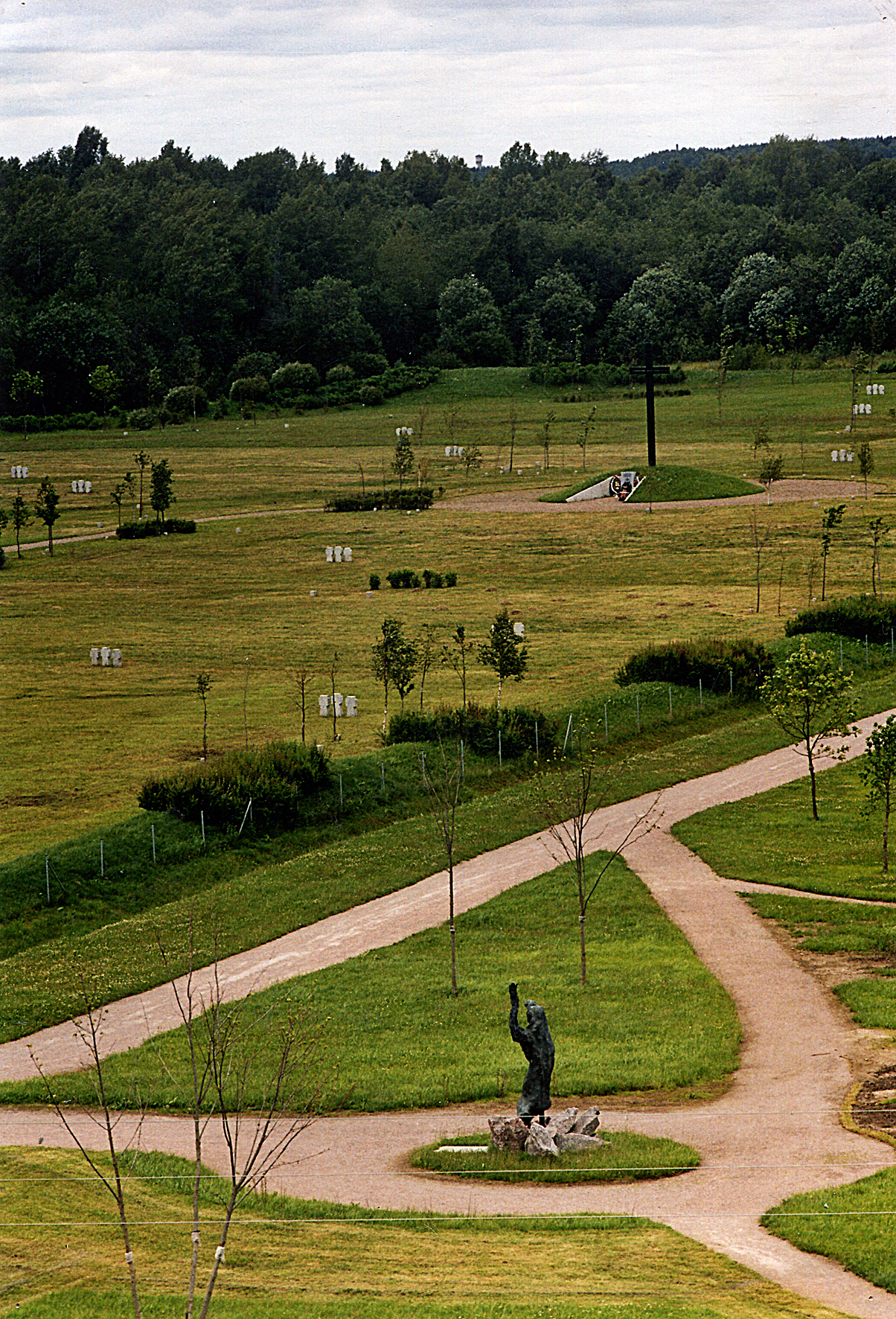
Крупнейшее немецкое воинское кладбище. Лезье-Сологубовка. Ленинградская область
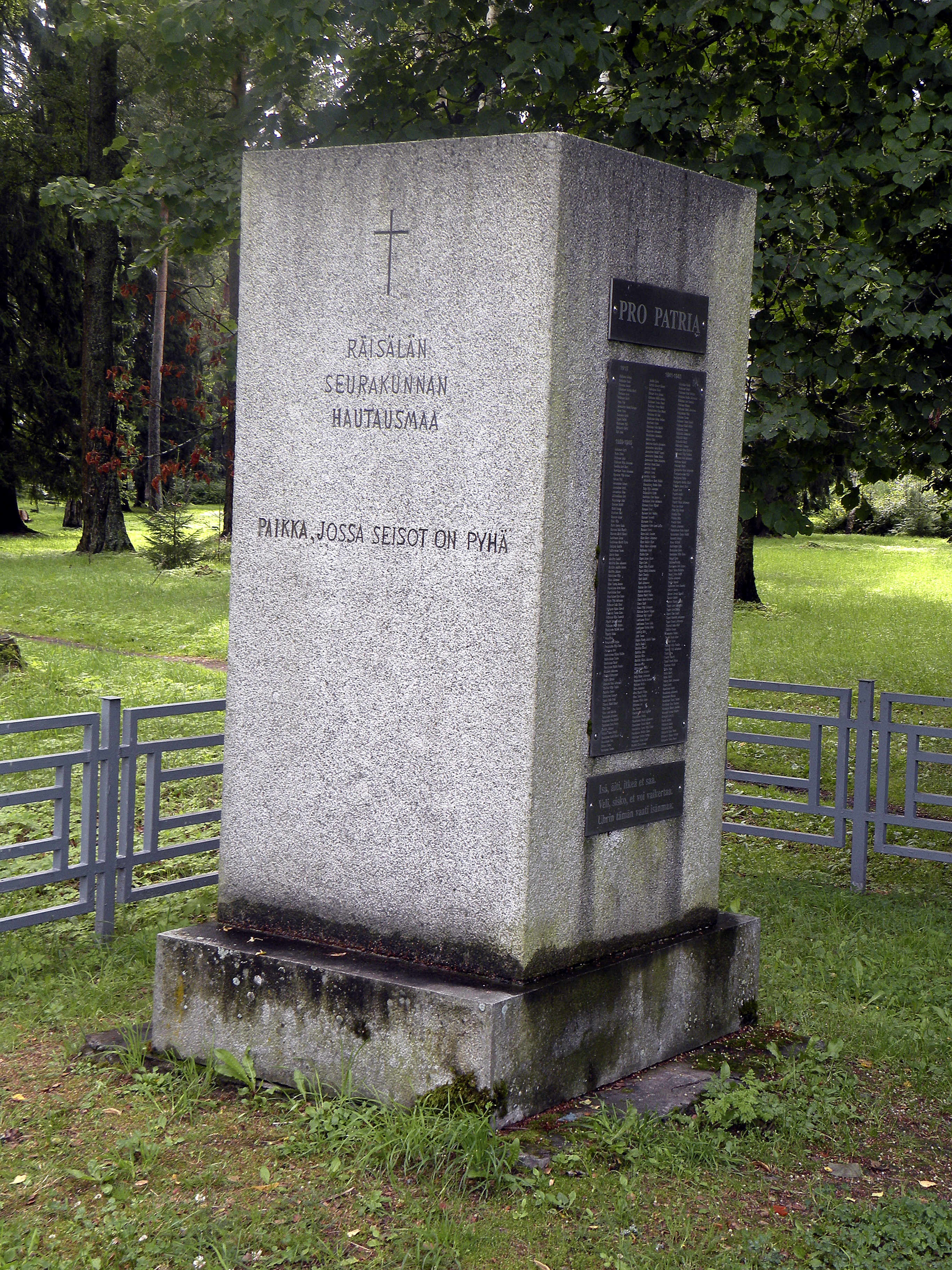
За Родину. Памятник финским солдатам, павшим в войнах с СССР, 1918-1945. Мельниково. Ленинградская область
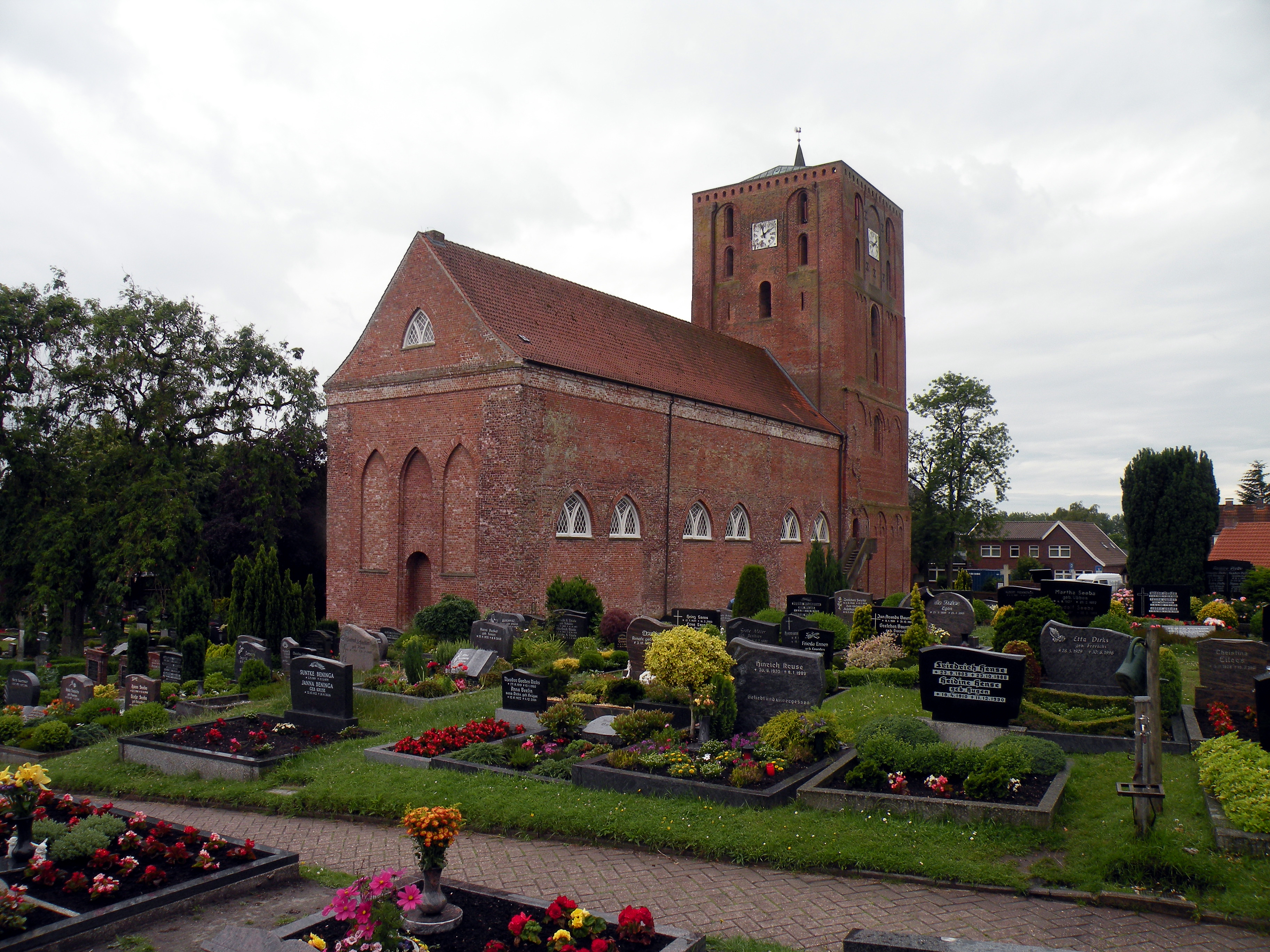
Кладбище и Мариенкирха с башней Стортебекера. Мариенхафе
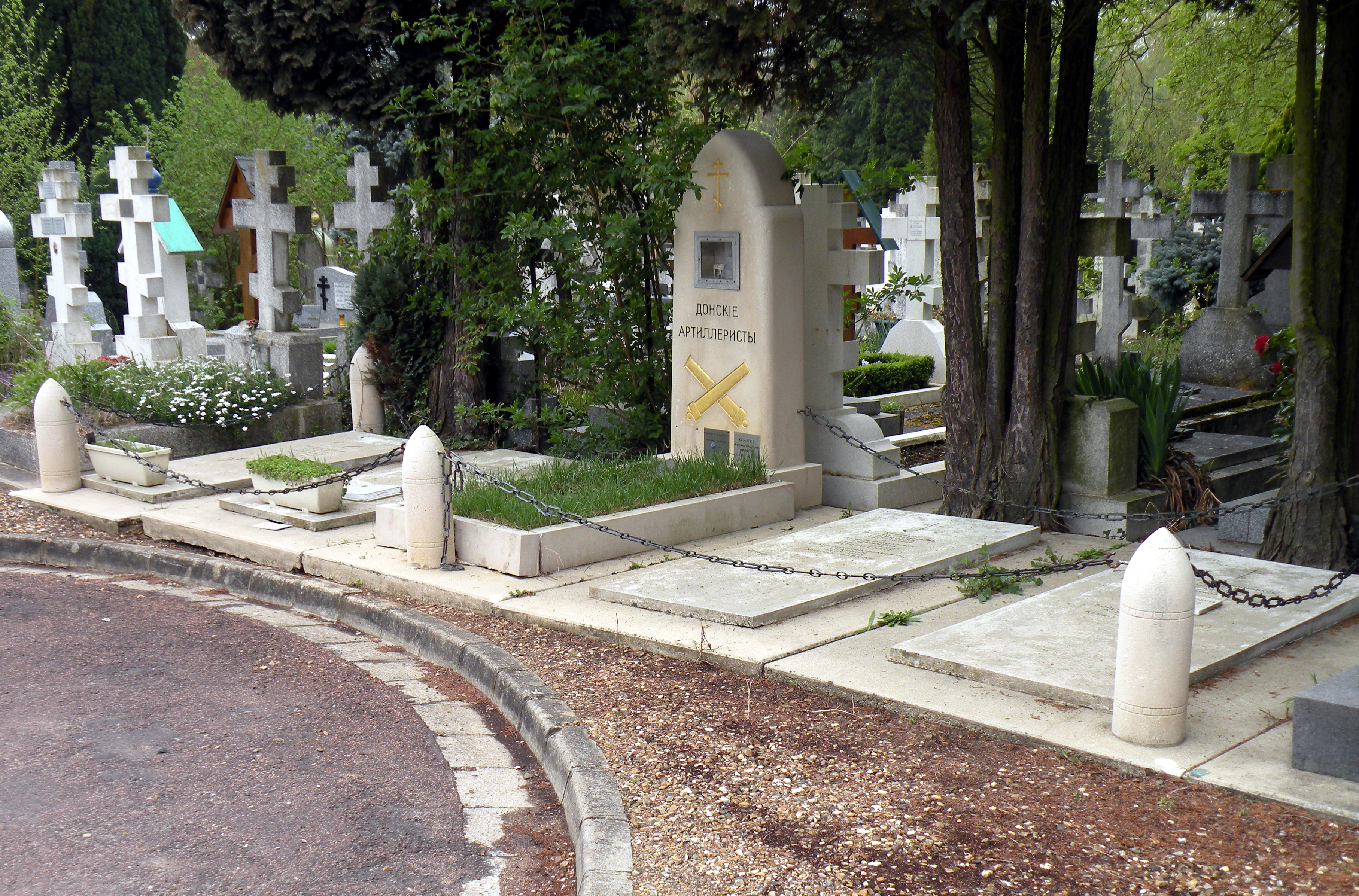
Памятник донским артиллеристам. Кладбище в Сент-Женевьев-де-Буа
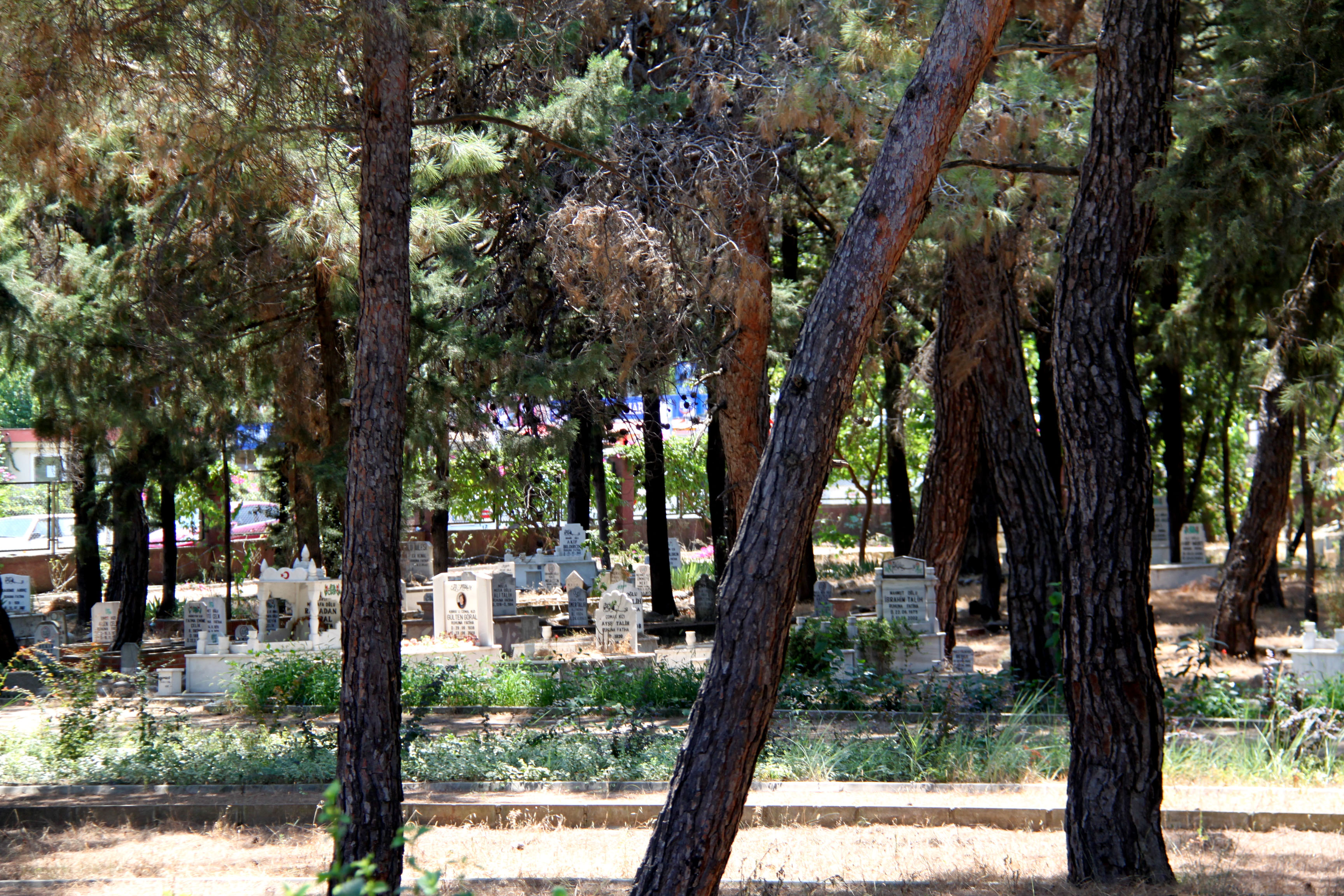
Мусульманское кладбище в посёлке Бельдиби, Турция
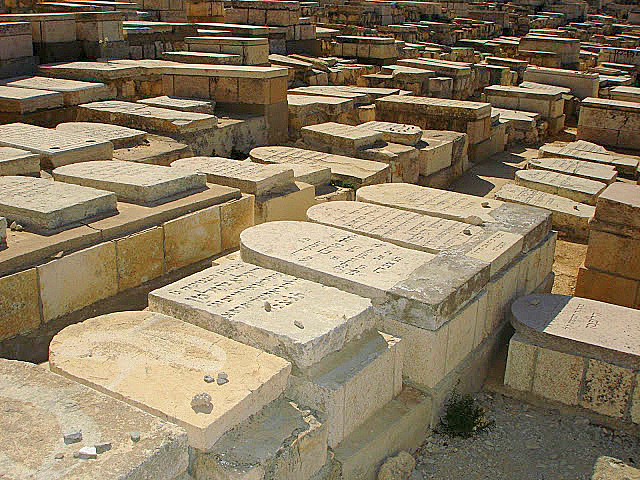
Иерусалим, Еврейское кладбище на Елеонской горе